# Kinema Junpo
Kinema Junpo (キネマ旬報, Kinema Junpō, lit. "Notícias sazonais de cinema"), mais comumente chamada de Kinejun (キネ旬), é uma revista de cinema e a mais antiga do gênero no Japão, começou a ser publicada em julho de 1919. Nos primeiros anos da revista, suas edições eram publicadas três vezes por mês, mas depois da Segunda Guerra Mundial, a Kinema Junpō começou a ser bimensal.
A revista foi fundada por um grupo de quatro estudantes, incluindo Saburō Tanaka, do Instituto Tecnológico de Tóquio. No primeiro mês que ela foi fundada, foi publicado três edições em dias acompanhado pelo número "1". Essas três publicações foram impressas em papel couché e tinham quatro páginas cada. A Kinejun inicialmente se especializou na cobertura filmes estrangeiros, em parte porque seus escritores apoiavam as causas do Movimento do Cinema Puro (純映画劇運動,, Jun'eigageki undō) e criticavam fortemente o cinema japonês da época. Posteriormente, sua cobertura se expandiu para cobrir filmes lançados no Japão. Embora por muito tempo tenha enfatizado a crítica cinematográfica, também serviu como jornal comercial, informando a respeito da indústria de filmes japonesa e anunciando novos longas e tendências.
Depois que sua sede foi destruída durante o Grande sismo de Kantō em setembro de 1923, os escritórios da Kinejun foram transferidos para a cidade de Ashiya, em Hanshin, embora os escritórios principais tenham retornado a Tóquio.
Os prêmios de Des Melhores da Kinema Junpo foram inaugurados em 1924, suas listas de Dez Melhores são consideradas icônicas e muito prestigiadas. Inicialmente, lançados como um outro meio para elogiar filmes estrangeiros, os prêmios para filmes japoneses só foram estabelecidos em 1926, e os prêmios que envolviam as opiniões dos leitores, em 1972.

## Dez Melhores daKinema Junpo

### Melhores Filmes Japoneses de Todos os Tempos (lista de 2009)
| #  | Filme                 | Ano  |
| -- | --------------------- | ---- |
| 1  | Tōkyō Monogatari      | 1953 |
| 2  | Os Sete Samurais      | 1954 |
| 3  | Nuvens Flutuantes     | 1955 |
| 4  | Bakumatsu taiyōden    | 1957 |
| 5  | Jingi Naki Tatakai    | 1973 |
| 6  | Nijū-shi no hitomi    | 1954 |
| 7  | Rashomon              | 1950 |
| 8  | Hyakuman ryô no tsubo | 1935 |
| 9  | Taiyō o Nusunda Otoko | 1979 |
| 10 | Kazoku gemu           | 1983 |

### Melhores Filmes Estrangeiros de Todos os Tempos (lista de 2009)
| #  | Filme                  | Ano  |
| -- | ---------------------- | ---- |
| 1  | The Godfather          | 1972 |
| 2  | West Side Story        | 1961 |
| 2  | Taxi Driver            | 1976 |
| 4  | O Terceiro Homem       | 1949 |
| 5  | À bout de souffle      | 1960 |
| 5  | The Wild Bunch         | 1969 |
| 7  | 2001: A Space Odyssey  | 1968 |
| 8  | Roman Holiday          | 1953 |
| 8  | Blade Runner           | 1982 |
| 10 | Stagecoach             | 1939 |
| 10 | Les enfants du paradis | 1945 |
| 10 | La Strada              | 1954 |
| 10 | Vertigo                | 1958 |
| 10 | Lawrence da Arábia     | 1962 |
| 10 | O Conformista          | 1970 |
| 10 | Apocalypse Now         | 1979 |
| 10 | El Sur                 | 1983 |
| 10 | Gran Torino            | 2008 |

### Melhores Filmes Japoneses Animados de Todos os Tempos (lista de 2009)
| #  | Filme                                                                | Ano  |
| -- | -------------------------------------------------------------------- | ---- |
| 1  | O Castelo de Cagliostro                                              | 1979 |
| 2  | Nausicaä do Vale do Vento                                            | 1984 |
| 3  | Tonari no Totoro                                                     | 1988 |
| 4  | Kureyon Shinchan: Arashi o Yobu: Mōretsu! Otona Teikoku no Gyakushū? | 2001 |
| 5  | Akira                                                                | 1988 |
| 6  | Nagagutsu o Haita Neko                                               | 1969 |
| 7  | Hakujaden                                                            | 1958 |
| 7  | Taiyō no Ōji Horusu no Daibōken                                      | 1968 |
| 7  | Urusei Yatsura 2: Beautiful Dreamer                                  | 1984 |
| 10 | O Castelo no Céu                                                     | 1986 |
| 10 | Hotaru no Haka                                                       | 1988 |
| 10 | Kappa no Kū to Natsuyasumi                                           | 2007 |
| 10 | Guerras de Verão                                                     | 2009 |

### Melhores Filmes Estrangeiros de Animação de Todos os Tempos (lista de 2010)
| #  | Filme                                | Ano  |
| -- | ------------------------------------ | ---- |
| 1  | Fantasia                             | 1940 |
| 2  | The Nightmare Before Christmas       | 1993 |
| 3  | Branca de Neve e os Sete Anões       | 1937 |
| 4  | Le Roi et l'Oiseau                   | 1980 |
| 5  | Ouriço no Nevoeiro                   | 1975 |
| 6  | Mr. Bug Goes to Town                 | 1941 |
| 7  | Toy Story                            | 1995 |
| 8  | Up                                   | 2009 |
| 8  | L'homme qui plantait des arbres      | 1987 |
| 10 | O Gigante de Ferro                   | 1999 |
| 10 | Wallace & Gromit: The Wrong Trousers | 1993 |

### Estrelas de Cinema e Diretores do Século 20

#### Japoneses
| #  | Ator                            | #   | Atriz                       | #   | Diretor                       |
| -- | ------------------------------- | --- | --------------------------- | --- | ----------------------------- |
| 1. | Toshiro Mifune (1920-1997)      | 1.  | Setsuko Hara (1920-2015)    | 1.  | Akira Kurosawa (1910-1998)    |
| 2. | Yujiro Ishihara (1934-1987)     | 2.  | Sayuri Yoshinaga (1945-)    | 2.  | Yasujiro Ozu (1903-1963)      |
| 3. | Masayuki Mori (1911-1973)       | 3.  | Machiko Kyō (1924-2019)     | 3.  | Kenji Mizoguchi (1898-1956)   |
| 4. | Ken Takakura (1931-2014)        | 4.  | Hideko Takamine (1924-2010) | 4.  | Keisuke Kinoshita (1912-1998) |
| 5. | Chishū Ryū (1904-1993)          | 5.  | Kinuyo Tanaka (1909-1977)   | 5.  | Mikio Naruse (1905-1969)      |
| 6. | Ichikawa Raizo VIII (1931-1969) | 6.  | Isuzu Yamada (1917-2012)    | 6.  | Yoji Yamada (1931-)           |
| 7. | Tsumasaburo Bando (1901-1953)   | 7.  | Masako Natsume (1957-1985)  | 7.  | Kinji Fukasaku (1930-2003)    |
| 7. | Shintaro Katsu (1931-1997)      | 8.  | Keiko Kishi (1932-)         | 7.  | Kon Ichikawa (1915-2008)      |
| 9. | Kiyoshi Atsumi (1928-1996)      | 8.  | Ayako Wakao (1933-)         | 7.  | Nagisa Oshima (1932-2013)     |
| 9. | Hisaya Morishige (1913-2009)    | 10. | Sumiko Fuji (1945-)         | 7.  | Tomu Uchida (1898-1970)       |
| 9. | Yorozuya Kinnosuke (1932-1997)  | 10. | Shima Iwashita (1941-)      | 11. | Hayao Miyazaki (1941-)        |

#### Estrangeiros
| #  | Ator                        | #  | Atriz                        | #   | Diretor                      |
| -- | --------------------------- | -- | ---------------------------- | --- | ---------------------------- |
| 1. | Gary Cooper (1901–1961)     | 1. | Audrey Hepburn (1929–1993)   | 1.  | Alfred Hitchcock (1899–1980) |
| 2. | Charles Chaplin (1889–1977) | 2. | Marilyn Monroe (1926–1962)   | 2.  | Federico Fellini (1920–1993) |
| 2. | John Wayne (1907–1979)      | 3. | Ingrid Bergman (1915–1982)   | 3.  | John Ford (1894–1973)        |
| 4. | Marlon Brando (1924–2004)   | 4. | Vivien Leigh (1913–1967)     | 4.  | Charles Chaplin (1889–1977)  |
| 4. | Alain Delon (1935-)         | 5. | Marlene Dietrich (1901–1992) | 4.  | Jean-Luc Godard (1930–2022)  |
| 4. | Jean Gabin (1904–1976)      | 6. | Grace Kelly (1929–1982)      | 4.  | Steven Spielberg (1946-)     |
| 7. | Humphrey Bogart (1899–1957) | 7. | Françoise Arnoul (1931–2021) | 4.  | Billy Wilder (1906–2002)     |
| 7. | Steve McQueen (1930–1980)   | 7. | Bette Davis (1908–1989)      | 8.  | Luchino Visconti (1906–1976) |
| 9. | Sean Connery (1930–2020)    | 7. | Jodie Foster (1962-)         | 9.  | Stanley Kubrick (1928–1999)  |
| 9. | Paul Newman (1925–2008)     | 7. | Greta Garbo (1905–1990)      | 10. | Luis Buñuel (1900–1983)      |
|    |                             | 7. | Anna Karina (1940–2019)      |     |                              |
|    |                             | 7. | Jeanne Moreau (1928–2017)    |     |                              |
|    |                             | 7. | Romy Schneider (1938–1982)   |     |                              |
|    |                             | 7. | Elizabeth Taylor (1932–2011) |     |                              |

## Categorias de premiações
A seguir estão as categorias de prêmios:
- Melhor Diretor Japonês
- Melhor Roteiro
- Melhor Atriz Principal
- Melhor Ator Principal
- Melhor Atriz Coadjuvante
- Melhor Ator Coadjuvante
- Melhor Atriz Estreante
- Melhor Ator Estreante
- Melhor Diretor Estrangeiro
- Melhor Diretor Japonês Segundo os Leitores
- Melhor Diretor Estrangeiro Segundo os Leitores
- Melhor Documentário
- Dez Melhores Filmes Japoneses
- Dez Melhores Filmes Estrangeiros
- Melhor Filme Japonês Segundo os Leitores
- Melhor Filme Estrangeiro Segundo os Leitores